# 澳洲證券交易所
澳洲證券交易所（英語：Australian Securities Exchange，缩写为）（ASX：ASX），是由澳洲股票交易所（Australian Stock Exchange）和悉尼期貨交易所（Sydney Futures Exchange）在2006年合併後所組成。總部設在澳洲悉尼。
澳洲證券交易所為世界二十大證券交易所之一，2010年新加坡證券交易所曾提議與澳洲證券交易所合併，組成世界第五大的證券交易所，并取代香港交易所於亞洲第二名的位置。但該提案最終被澳洲參議院以不符合國家利益為由否決。
澳洲證券交易所的每日平均交易量為46.85億澳幣，總上市公司市值约為15,000億澳幣 (2018年12月)，ASX公司市值為114.5億澳幣 (2018年12月)。

## 概況
澳交所是市場營運商，有其自己的清算和支付系統。它还监督公司是否遵守其运营规则，促进澳大利亚上市公司的公司治理标准，并帮助教育散户投资者。
澳大利亚的资本市场
金融發展 - 澳交所被世界經濟論壇評為在57個世界領先的金融體系和資本市場中排名第五
股票市場 - 世界第八大（基於自由流通市值）和亞太地區第二大市場，市值1.2萬億澳元，日均二級交易額超過50億澳元
債券市場 - 亞太區第三大債券市場
衍生品市場 - 亞太區最大的固定衍生性金融商品市場
外匯市場 - 就全球營業額來看，澳交所外匯市場是全球第七大外匯市場，而澳元是第五大交易貨幣，澳元/美元是第四大交易貨幣對
資金管理 - 在很大程度上，猶豫期強制性退休金制度，澳大利亞擁有亞太地區最大的管理資金池，是世界第四大資金池。
監管
澳大利亞證券投資委員會（ASIC）負責監督澳大利亞國內持牌金融市場的實時交易，並監督市場參與者的行為（包括參與者與其客戶之間的關係）。 ASIC還監督澳交所自身作為澳交所上市公司是否遵守合規性。
澳交所合規（ASX Compliance）是澳交所的子公司，負責監督和執行澳交所上市公司對澳交所運營規則的遵守情況。
澳大利亞儲備銀行（RBA）監督澳交所的金融系統穩定清算和結算設施。
產品
可在澳交所交易的產品和服務包括股票、期貨、交易所買賣期權、認股權證、差價合約、交易所交易基金、非上市管理基金（mFund）、交易所交易管理基金（ETMF）、房地產投資信託、上市投資公司和利率證券。
就市值而言，澳交所交易額最大的股票包括必和必拓、聯邦銀行、西太平洋銀行、澳洲聯通、力拓、澳大利亞國民銀行以及澳大利亞和新西蘭銀行集團。
主要市場指數是S&P/ASX200，該指數由澳交所的前200股組成。 這取代了之前重要的All Ordinaries指數，該指數仍與S＆P ASX 200平行運行。兩者通常一起引用。 較大股票的其他指數是S＆P/ASX 100和S＆P/ASX 50。

## 發展歷史[8]
1937年 - 澳大利亞聯合證券交易所（澳大利亞聯合證券交易所） - 即澳大利亞證券交易所的前身 - 成立了。
1960年 - 悉尼期貨交易所（SFE）的前身 - 悉尼Greasy Wool期貨交易所（SGWFE） - 成立。
1987年 - 悉尼證券交易所與其他五個州的交易所合併，成立了澳大利亞證券交易所有限公司（ASX）。
1998年 -  ASX完成股份化，並成為一家上市公司。這是世界上第一個在自己的市場上進行股份化和上市的交易所。
2010年 - ASX將對實時交易活動和持牌金融市場參與者的監管責任轉交給了澳大利亞證券和投資委員會（ASIC）。ASX Market Supervision更名為ASX Compliance，以反映監管環境的變化。 （页面存档备份，存于）

## 財務狀況
澳交所的收入来源主要靠上市和發行服務、衍生品和場外交易（OTC）市場服務、交易服務以及股票交易後的服務。在2013-2017期间，靠主要收入来源的收入占总收入约80%，且总收入和税后利润都在稳定增长。2013-2017年总资产增加了约50%以上，总负债增加了100%以上。2017年澳交所的资产负债率70.42%。 （页面存档备份，存于）

## 外部連結
- 官方网站 澳洲證券交易所
- 東加勒比國家資本市場協會 （页面存档备份，存于）
- 聖文森特和格林納丁斯證券交易所
- SVGEX[永久]